# Tàngara becgrossa
La tàngara becgrossa (Conothraupis mesoleuca) és un ocell de la família dels tràupids (Thraupidae).

## Hàbitat i distribució
Habita el sotabosc a boscos oberts a l'oest de l'estat del Mato Grosso, a Brasil.